# Dendrocincla fuliginosa
El trepatroncos fuliginoso o trepatroncos o trepador pardo (en Bolivia, Colombia, Costa Rica, Ecuador, Nicaragua, Panamá y Perú) (Dendrocincla fuliginosa), también denominado trepatroncos café (en Honduras) o trepador marrón (en Venezuela), es una especie de ave paseriforme de la familia Furnariidae, de la subfamilia Dendrocolaptinae, perteneciente al género Dendrocincla. Es nativa de la América tropical (Neotrópico), desde Honduras, hacia el sur, por América Central y del Sur, hasta el sur de la Amazonia brasileña y norte de Bolivia.

## Distribución y hábitat
Las diversas subespecies se distribuyen desde el noreste de Honduras, por Nicaragua, Costa Rica, Panamá, Colombia, hacia el este por Venezuela, Trinidad y Tobago, Guyana, Surinam y Guayana francesa, hacia el sur por Ecuador, Perú, la totalidad de la Amazonia brasileña, hasta el centro de Bolivia.
Esta especie es ampliamente diseminada y generalmente común en sus hábitats naturales: el estrato medio y bajo de selvas húmedas, localmente también en bosques caducifolios, por debajo de los 1300 metros de altitud.

## Descripción
Mide entre 19 y 22,5 cm de longitud, el macho pesa entre 30 y 50 g y la hembra entre 25 y 46 g. El plumaje es marrón, oscuro a oliváceo arriba y claro en las partes bajas, castaño rojizo sobre las plumas de vuelo y la cola . Carece de rayas. El pico es recto y de 25 mm de largo.
Su llamado es un «stick», pero cuando sigue las hormigas guerreras, los grupos mantienen una comunicación ruidosa. El canto es un descendente «te-te-te-tu-tu-tu-tue-tue-tue-chu-chu-chu».

## Alimentación
Es insectívoro, acostumbra, en grupos de 3 a 12 individuos, seguir a las hormigas guerreras para capturar a los insectos que tratan de huir de ellas. Forrajea abajo de los árboles, en los troncos y en el follaje, pero casi nunca sobre el suelo. Si otros pájaros hormigueros o más grandes trepadores están presentes, tiende a mantenerse a mayor altura que esas especies. 
Se acompaña del coatí de América del Sur (Nasua nasua) en sus excursiones de alimentación, en especial cuando se alimentan en los árboles durante la estación seca. En general puede describirse como un comensal, que se aprovecha de las presas que escapan de otros predadores.

## Reproducción
Construye un nido de hojas alineadas en una cavidad o el tronco hueco de una palmera o árbol, de uno a diez metros de altura. La hembra pone dos a tres huevos blancos.

## Sistemática

### Descripción original
La especie D. fuliginosa fue descrita por primera vez por el naturalista francés Louis Pierre Vieillot en 1818 bajo el nombre científico Dendrocopus fuliginosus; su localidad tipo es: «Cayena».

### Etimología
El nombre genérico femenino «Dendrocincla» se compone de las palabras del griego «δενδρον dendron: árbol, y del latín cinclus: tordo, zorzal, que proviene del griego «κιγκλος kinklos»: ave no identificada;  y el nombre de la especie «fuliginosa», proviene del latín «fuliginosus»: cubierto de hollín.

### Taxonomía
La especie Dendrocincla turdina era tratada como conespecífica con la presente, pero los datos genéticos de Weir & Price (2011) indicaron que sería mejor tratada como una especie separada; el Comité de Clasificación de Sudamérica (SACC) aprobó esta separación en la Propuesta N° 540.
La subespecie D. turdina taunayi, geográficamente aislada en el noreste de Brasil, con afinidades inciertas, debido a que es morfológicamente intermediaria entre D. turdina y D. fuliginosa, pero que vocaliza diferente de ambas, es colocada como subespecie de la presente por algunos autores o como especie separada por otros.
Las poblaciones exhiben mayor divergencia a través de la Amazonia que a través de los Andes. Las subespecies parecen ser separables en dos grupos, y cada uno podría representar una especie distinta. Dentro del heterogéneo  «grupo meruloides» existen considerables diferencias genéticas entre ridgwayi y neglecta, separadas por los Andes. El resto de las especies constituyen el «grupo fuliginosa», uno de cuyos miembros, atrirostris, suele ser colocado en D. turdina con base en la vocalización similar y la presencia de estrías en la corona. La subespecie propuesta christiani (del oeste de Colombia) es indistinguible de ridgwayi; la validad de varias otras subespecies actualmente aceptadas tiene que ser revisada, por ej. neglecta podría unirse con phaeochroa, barinensis con meruloides, y  rufoolivacea con la nominal.

### Subespecies
Según las clasificaciones del Congreso Ornitológico Internacional (IOC) y Clements Checklist/eBird v.2019 se reconocen once subespecies, divididas en dos grupos, con su correspondiente distribución geográfica:
- Grupo politípico meruloides:
  - Dendrocincla fuliginosa ridgwayi Oberholser, 1904 – noreste de Honduras hacia el sur, principalmente en la pendiente caribeña (especialmente al norte) hasta el este de Panamá y oeste de Colombia (tierras bajas de Chocó al este hasta los altos valles del Sinú y del Atrato, oeste de Ecuador y noroeste de Perú (Tumbes).
  - Dendrocincla fuliginosa lafresnayei Ridgway, 1888 – norte y este de Colombia (región de Santa Marta, valles del Magdalena y del Cauca) y adyacente noroeste de Venezuela (noroeste de Zulia, Mérida, Táchira).
  - Dendrocincla fuliginosa meruloides (Lafresnaye, 1851) – norte de Venezuela (lago Maracaibo al este hasta la península de Paria, hacia el sur hasta Guárico y Monagas), también en Trinidad y Tobago.
  - Dendrocincla fuliginosa barinensis Phelps, Sr & Phelps, Jr, 1949 – llanos del centro norte de Colombia (Norte de Santander, Boyacá, Arauca) y centro oeste de Venezuela (Portuguesa al sur hasta Táchira y Apure).
  - Dendrocincla fuliginosa deltana Phelps, Sr & Phelps, Jr, 1950 – noreste de Venezuela (delta del Orinoco).
  - Dendrocincla fuliginosa phaeochroa Berlepsch & Hartert, 1902 – noroeste de la Amazonia desde el sureste de Colombia hacia el este hasta el sur de Venezuela (noroeste de Bolívar, Amazonas) y hacia el sur hasta el noroeste de Brasil (alto río Negro y río Branco).
  - Dendrocincla fuliginosa neglecta Todd, 1948 – oeste de la Amazonia en ambas márgenes del río Solimões, desde el este de Ecuador y este de Perú E hasta el oeste de Brasil (al este hasta el río Negro y río Madeira).

- Grupo politípico fuliginosa:
  - Dendrocincla fuliginosa fuliginosa (Vieillot, 1818) – noreste de la Amazonia al norte del río Amazonas, desde el sureste de Venezuela (este de Bolívar) hacia el este hasta las Guayanas y  norte de Brasil (bajo río Negro al este hasta Amapá); puede cruzar el río Amazonas bien al este del río Madeira en Borba.
  - Dendrocincla fuliginosa atrirostris (d’Orbigny & Lafresnaye, 1838) – suroeste de la Amazonia, en el sureste de Perú (Cuzco, Madre de Dios), norte, noreste y centro de Bolivia y adyacente suroeste de la Amazonia brasileña (al este hasta el río Tapajós).
  - Dendrocincla fuliginosa rufoolivacea Ridgway, 1888 – este de la Amazonia brasileña al sur del Amazonas, desde el Tapajós al este hasta el norte de Maranhão.
  - Dendrocincla fuliginosa trumaii Sick, 1950 – localmente en el sur de la Amazonia brasileña (alto río Xingu, en el norte de Mato Grosso).

### Galería

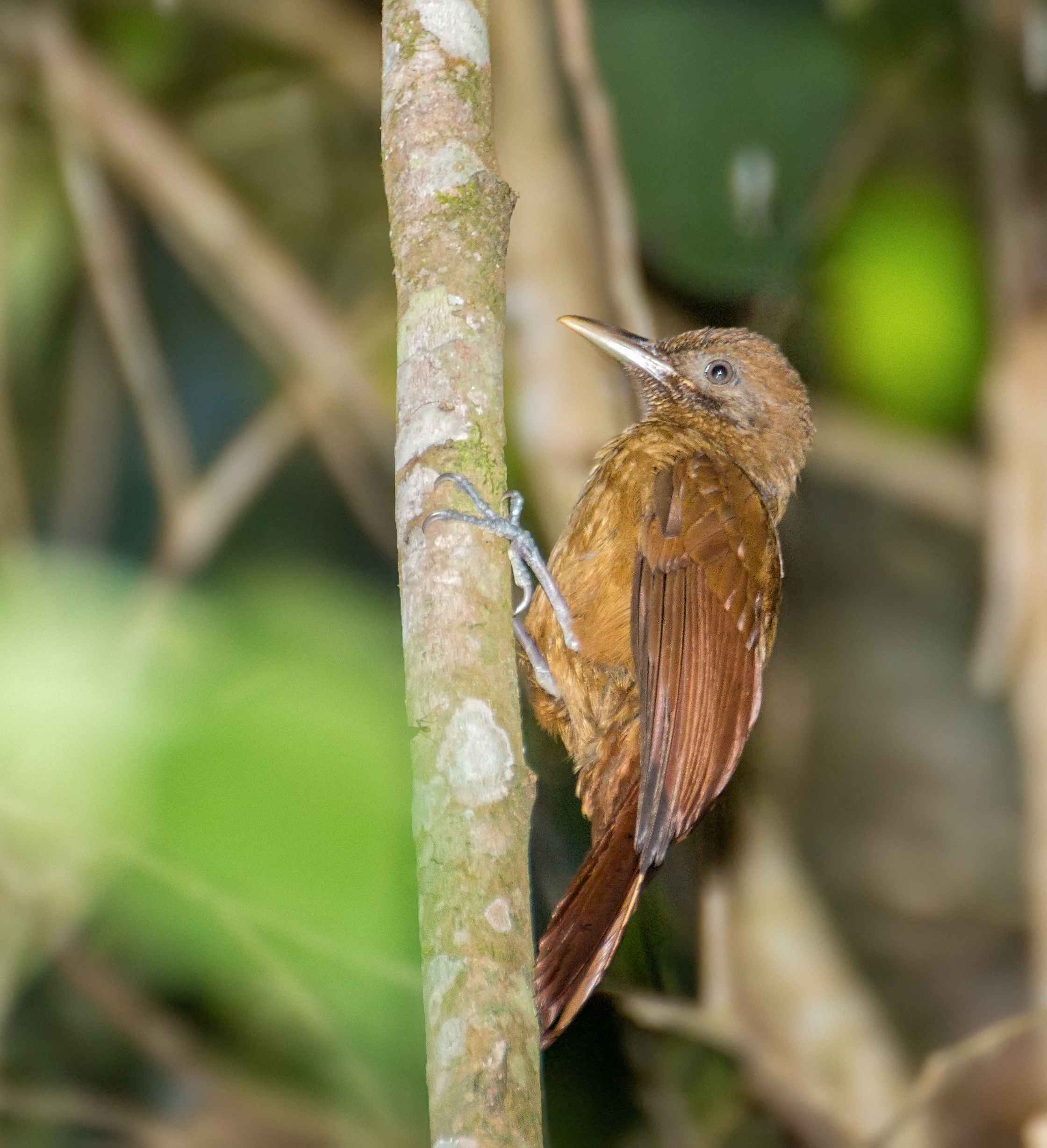
D. f. meruloides, Distrito Federal, Venezuela.
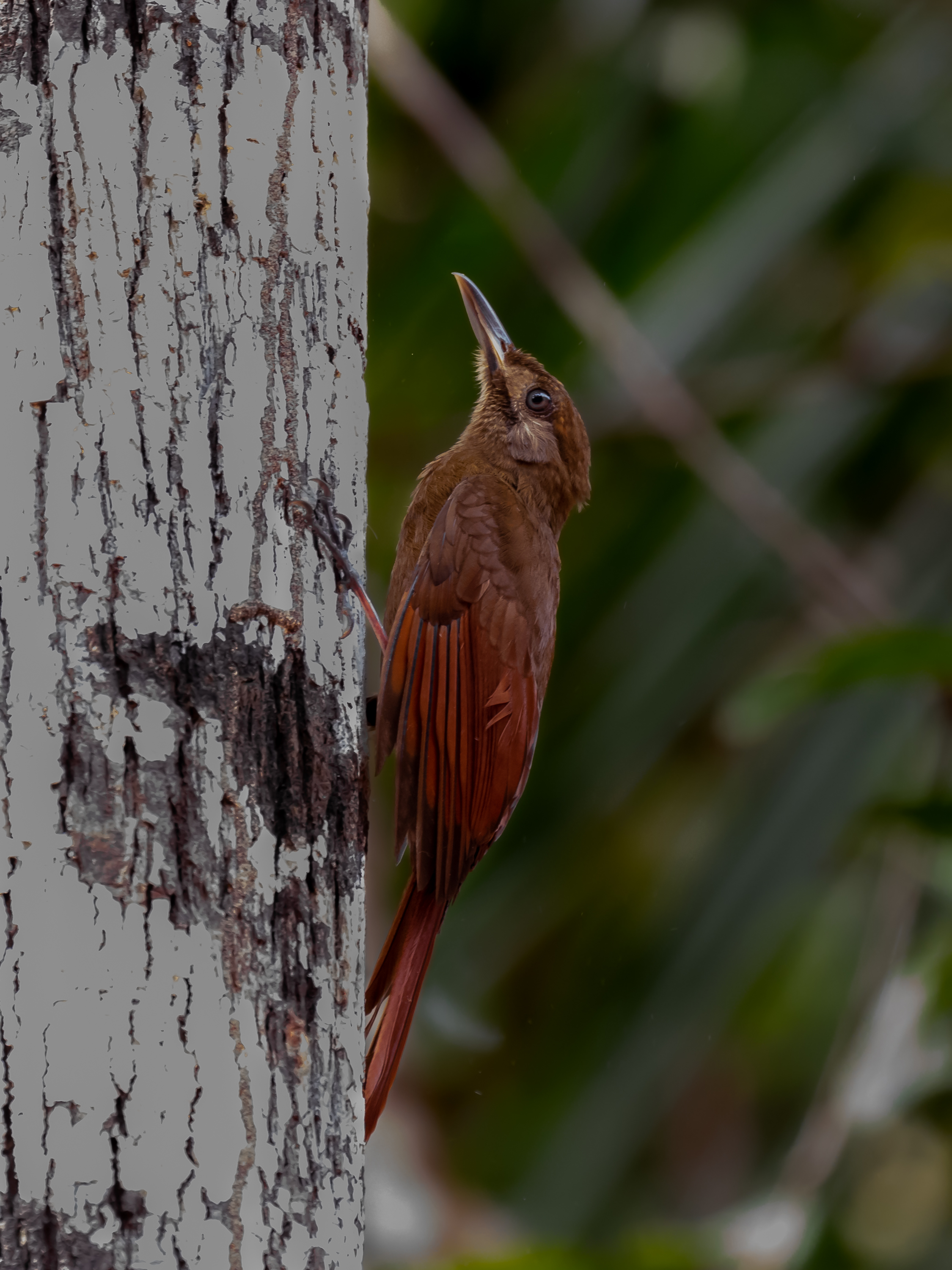
D. f. neglecta, Careiro, Amazonas, Brasil.
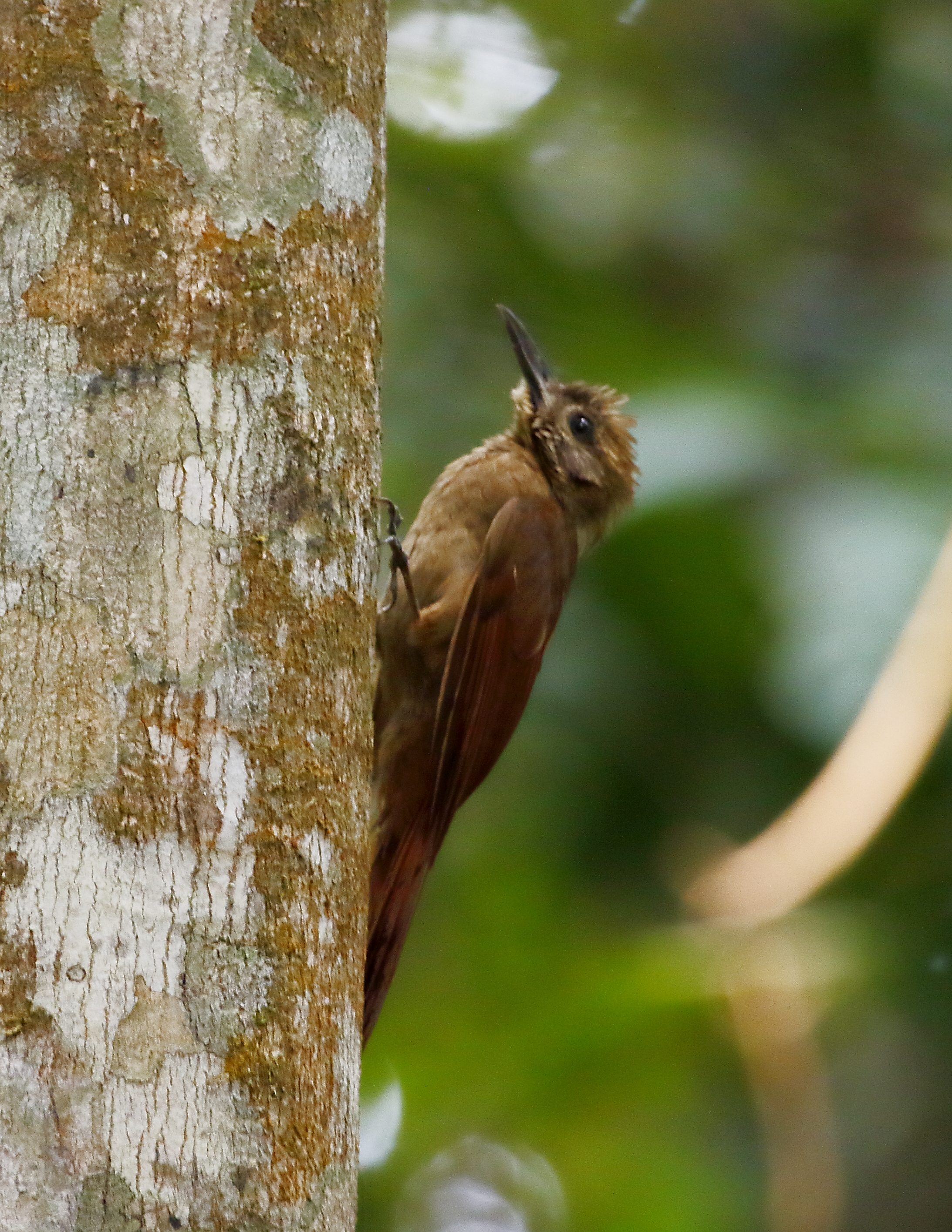
D. f. rufoolivacea, Serra dos Carajás, Pará, Brasil.
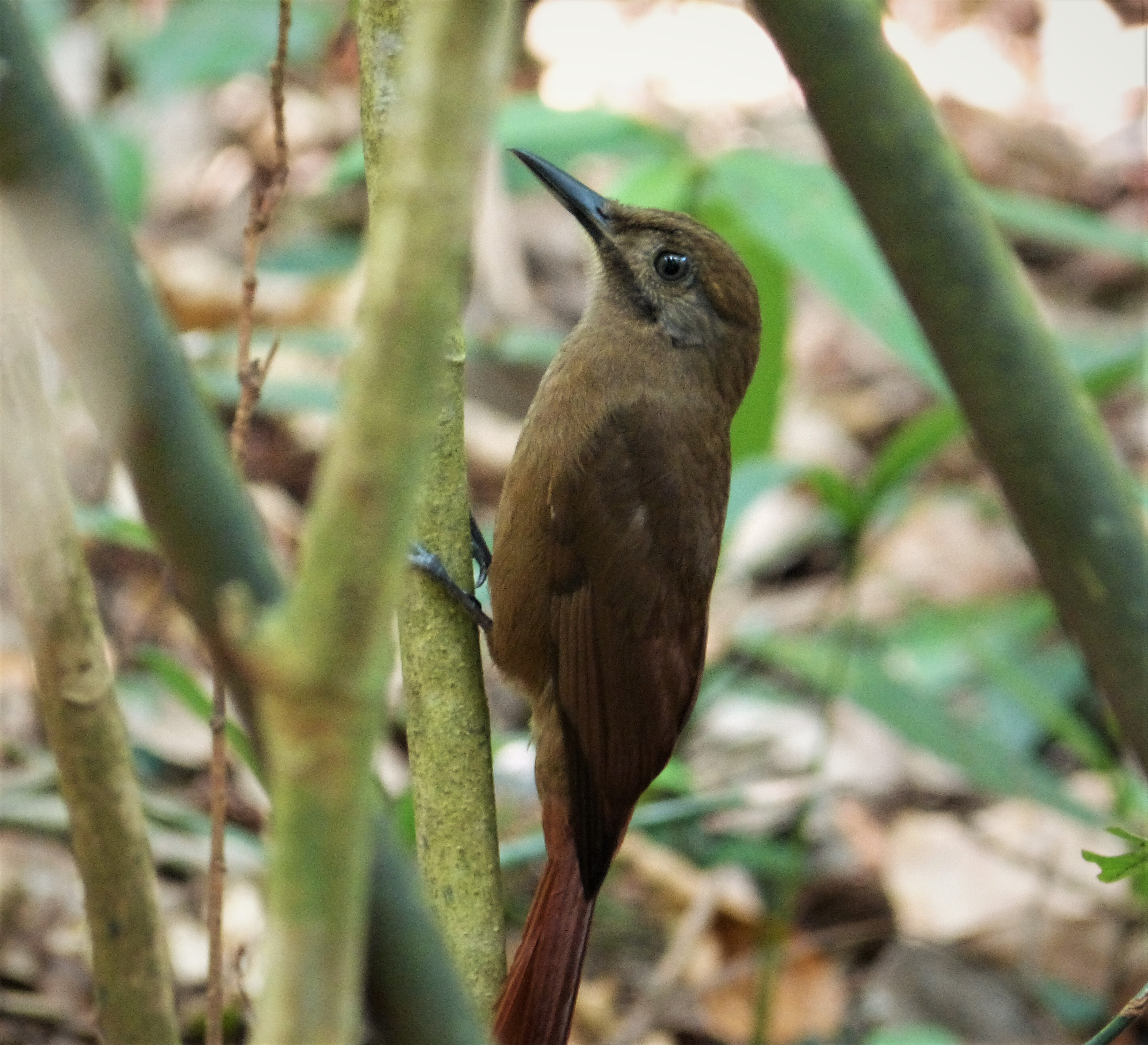
D. f. ridgwayi, zona del Canal, Panamá.
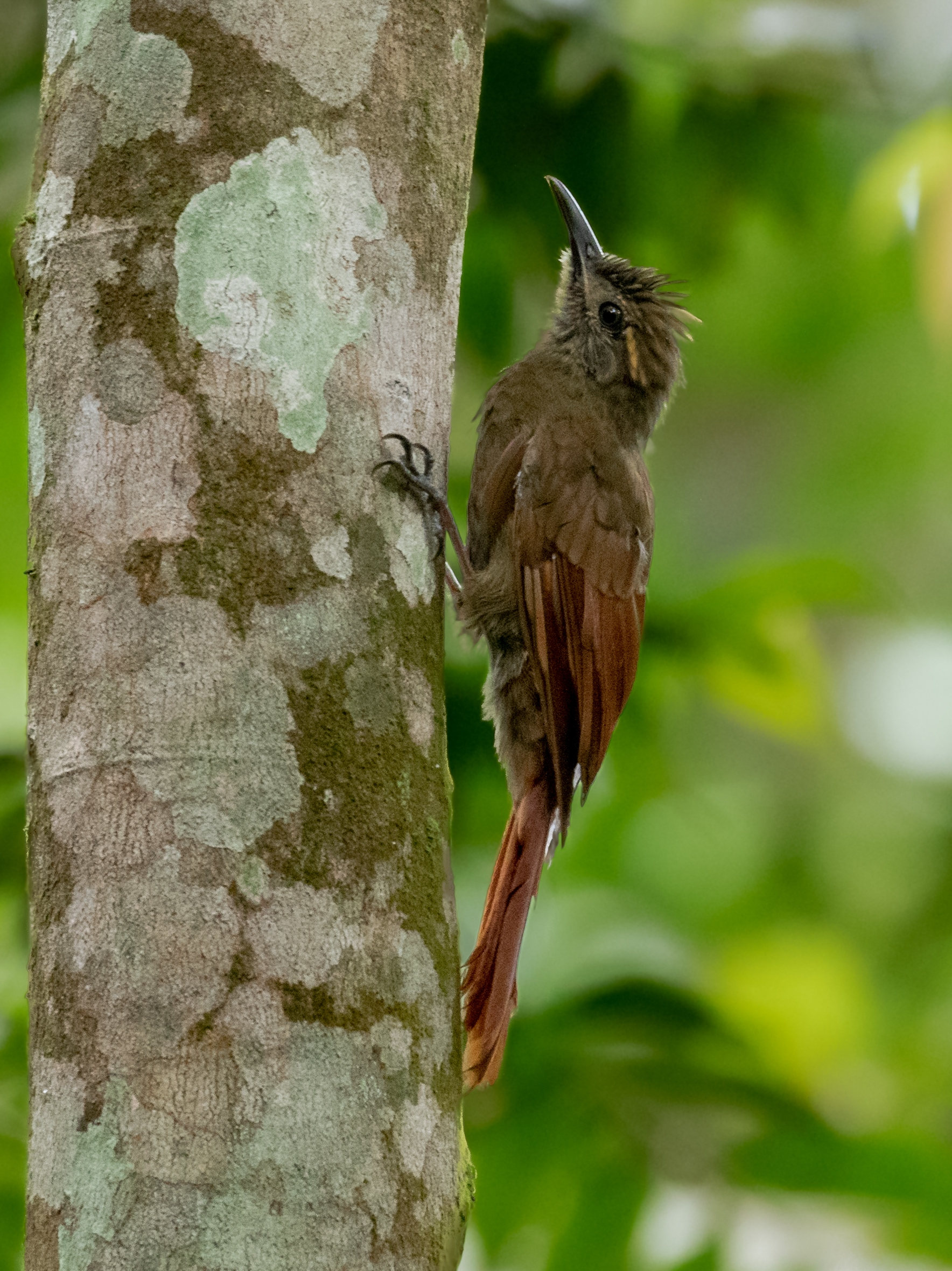
D. f. atrirostris, Pimenteiras d'Oeste, Rondônia, Brasil.